# Роже Габе
Роже Габе (фр. Roger Gabet, 12 грудня 1923, Париж — 20 лютого 2007, Ле-Ман) — французький футболіст, що грав на позиції півзахисника.
Виступав, зокрема, за клуб «Расінг» (Париж), а також національну збірну Франції.
Володар Кубка Франції.

## Клубна кар'єра
Роже Габе дебютував у професійному футболі 1941 року виступами за команду «Ульє», в якій грав до 1943 року. У 1944 році перейшов до складу клубу «Расінг» (Париж), у якому грав до 1957 року, та став гравцем основного складу команди. У складі «Расінга» виборов титул володаря Кубка Франції. У 1957—1958 роках футболіст грав у складі клубу «Нант». З 1958 до 1964 року Габе грав у складі клубу «Ле-Ман». Завершив ігрову кар'єру у команді «Кулене», за яку півзахисник виступав протягом 1964—1965 років.

## Виступи за збірну
У 1949 році Роже Габе провів 3 товариські матчіу складі національної збірної Франції, після чого до складу збірної не викликався.
Помер Роже Габе 20 лютого 2007 року на 84-му році життя у місті Ле-Ман.
| Дата      | Місто     | Господарі  | Результат | Гості   | Турнір           | Голи | Примітки |
| --------- | --------- | ---------- | --------- | ------- | ---------------- | ---- | -------- |
| 23-4-1949 | Роттердам | Нідерланди | 4 – 1     | Франція | товариський матч | -    |          |
| 27-4-1949 | Глазго    | Шотландія  | 2 – 0     | Франція | товариський матч | -    |          |
| 22-5-1949 | Коломб    | Франція    | 1 – 3     | Англія  | товариський матч | -    |          |
| Усього    |           | Матчів     | 3         |         | Голів            | 0    |          |

## Титули і досягненн я
- Володар Кубка Франції (1):

«Расінг» (Париж): 1948–1949